# میوز (فیلم ۲۰۱۱)
«میوز» (انگلیسی: The Muse (2011 film)) فیلمی در ژانر ترسناک است.